# Política do café com leite
Política do café com leite visava a predominância do poder nacional por parte das oligarquias paulista e mineira, executada na República Velha a partir da Presidência de Campos Sales (1898-1902), por presidentes civis fortemente influenciados pelo setor agrário dos estados de São Paulo — com grande produção de café — e Minas Gerais — produtor de leite e maior polo eleitoral do país de então —, impedindo que o principal cargo do Poder Executivo fosse ocupado por representante dos interesses de outros estados economicamente importantes à época, como Rio Grande do Sul e Pernambuco. Essa política perdurou até a Revolução de 1930.
Tornavam-se predominantes no poder representantes do Partido Republicano Paulista (PRP) e do Partido Republicano Mineiro (PRM), que controlavam as eleições e gozavam do apoio da elite agrária de outros estados do Brasil.

## Política dos Governadores
Este período iniciou-se após a fase republicana denominada República da Espada (1889-1894) que teve como presidentes Marechal Deodoro da Fonseca e Marechal Floriano Peixoto e seu final foi determinado pela Revolução de 1930, com a ascensão de Getúlio Vargas ao poder.
Instalou-se o poder dos governadores dos estados (Política dos Governadores), que tinham grande autonomia em relação ao governo federal e se articulavam para escolher os presidentes da república que tinham mandato de 4 anos sem direito a reeleição. Os presidentes e governadores tinham a prerrogativa de destituir (as chamadas "degolas") os deputados e senadores eleitos que não lhes fossem afeitos através das Comissões de Verificação dos Poderes, que existiam nos congressos estaduais (atuais assembleias legislativas estaduais) e no Congresso Nacional. O voto não era secreto, o que tornava o voto de cabresto e a fraude eleitoral práticas comuns.
O Presidente Campos Salles que assumiu a presidência em 1898, preferia usar a expressão "Política dos Estados" ao invés de "Política dos governadores".
As eleições presidenciais ocorriam, de quatro em quatro anos, em 1.º de março, e a posse dos eleitos se dava no dia 15 de novembro do ano da eleição presidencial. O candidato oficial a presidente da República era escolhido através de um acordo nacional entre os presidentes dos estados.
De acordo com essa obra de engenharia política, o poder federal não interferia na política interna dos estados e os governos estaduais não interferiam na política dos municípios, garantindo-se lhes a autonomia política e a tranquilidade nacional.

## A política do café com leite

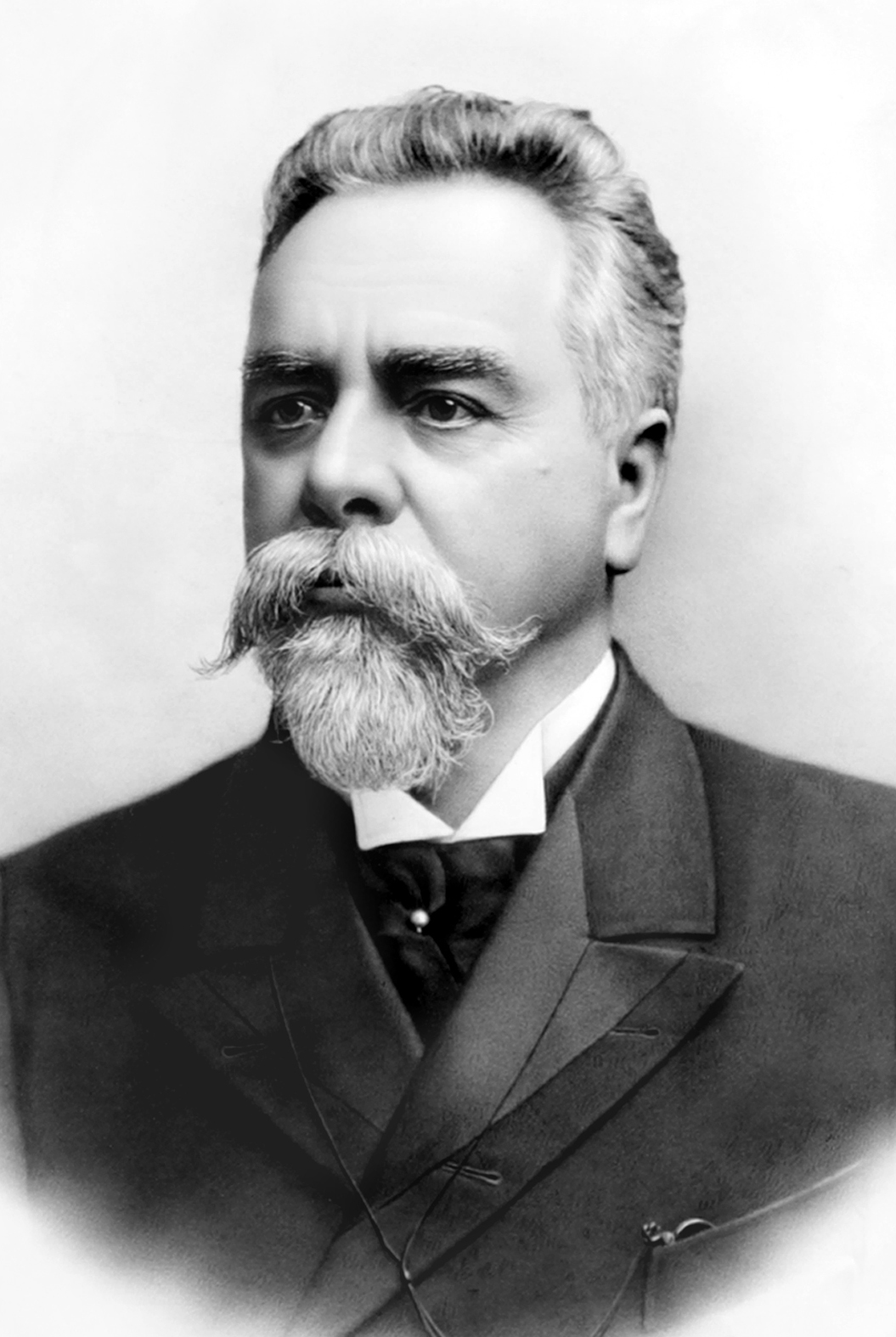
Campos Sales, o primeiro presidente na Política do café com leite.

O poder financeiro das aristocracias rurais de Minas Gerais e São Paulo, crescente durante o século anterior, havia permitido que seus políticos adquirissem projeção nacional. Desta forma, a política do café com leite consolidou o poder das famílias mais abastadas, formando as oligarquias. Os paulistas e os mineiros ocupavam os cargos de presidente da República, vice-presidente e os Ministérios da Justiça, das Finanças e da Agricultura, entre outros. Nos Estados, poucas famílias ocupavam os cargos de Governador do Estado; as secretarias das Finanças, Educação e Saúde; a prefeitura da capital; a chefia de Polícia Estadual; a diretoria da Imprensa Oficial; a presidência dos Bancos Estaduais; e a presidência da Assembleia Legislativa.
Em Minas Gerais, por exemplo, as principais famílias a controlar o poder durante a política do café com leite eram representadas por: Cesário Alvim; Crispim Jacques Bias Fortes; Júlio Bueno Brandão; Afonso Pena, que se tornou presidente; Francisco Sales, que chegou a fundar um Banco; Artur Bernardes, que também se tornou Presidente; entre outros. Para integrar a oligarquia mineira, contavam os "laços de família", educação e poder financeiro. Tal oligarquia estava também aberta aos indivíduos talentosos que formavam-se principalmente em Direito nas Universidades do Rio de Janeiro e São Paulo. De volta ao estado, tornavam-se promotores públicos, juízes, casavam-se com moças da elite, e podiam tornar-se políticos elegendo-se vereadores, prefeitos e deputados. Ainda, a oligarquia mineira controlava o poder através do Partido Republicano Mineiro (PRM). A lista dos candidatos era organizada pela Comissão Executiva do PRM, que mandava os nomes para serem homologados pelo governador do estado. Para integrar essa lista, o candidato tinha de ser da confiança dos chefes políticos da região, os coronéis, ou indicados pelo governo devido ao talento e cultura. Não havia lugar no Partido Republicano Mineiro para os dissidentes, que eram expulsos.
São Paulo (produtor de café) e Minas Gerais (produtor de leite) eram os estados mais ricos e populosos no Brasil da República Velha. A oligarquia paulista estava reunida no Partido Republicano Paulista (PRP), e a mineira, no Partido Republicano Mineiro (PRM). Ciente disso, esses dois partidos se aliavam para fazer prevalecer seus interesses. Por diversas vezes o PRP e o PRM escolheram um único candidato à eleição para presidente: ora o candidato era indicado por São Paulo e apoiado por Minas Gerais, ora se dava o contrário. Por isso, a maioria dos presidentes da República Velha representou os interesses das oligarquias paulista e mineira. Essa alternância entre São Paulo e Minas na presidência da República é chamada de política do café com leite.
A república continuava as práticas centralizadoras do Império, através da política dos Presidentes de Estado (Governadores), que controlavam, de um lado, o poder local através dos coronéis, e, de outro, davam sustentação aos presidentes.
A República Velha já possuía, nesse momento, entre seus dirigentes principais, as oligarquias paulista e mineira ligadas ao setor agroexportador, representado pelos cafeicultores paulistas, uma vez que o café constituía o setor mais dinâmico da economia brasileira. Por isso, os primeiros compromissos do governo civil republicano visaram garantir a cooperação dos credores estrangeiros, comprometendo-se o novo regime a pagar dívidas contraídas com eles por cafeicultores brasileiros.
O conhecido acordo da dívida externa de 1898 – funding loan – foi pago às custas de aumento de impostos, paralisação de obras públicas e abandono da ideia de incentivo à indústria nacional. Essa política recessiva e impopular adotada por Campos Sales foi concretizada com o apoio dos governadores estaduais através de um compromisso pelo qual esses governadores receberiam recursos, cargos públicos e ainda a garantia de que o governo federal não apoiaria os grupos oposicionistas estaduais. Ou seja, tudo foi feito utilizando-se a estrutura da Política dos Governadores.
Vale ressaltar, no entanto, que, para conseguir apoio ao "funding loan", o presidente Campos Sales, paulista, buscou, em especial, a ajuda de Minas Gerais, que possuía 37 deputados federais e era a maior bancada da Assembleia, devido a sua população. Em 1899, Silviano Brandão, governador de Minas Gerais, aceitou o pacto com São Paulo para alternar-se com este estado no poder, usufruindo ambos de sua vantagem econômica sobre o restante dos estados. Em um país em que a maioria da população era pobre e analfabeta, e onde faltava infraestrutura básica, até ligando os estados, a república federativa estava fadada a implodir, como previra Dom Pedro II, após o fim da democracia imposto por Deodoro da Fonseca com o fechamento do Congresso em 1891. Esse acordo entre os fazendeiros exportadores paulistas e mineiros, sedentos de um poder político que estivesse à altura do poder financeiro que acumularam no final do século XIX, transformou o federalismo no Brasil ao estabelecer privilégios oficiais aos dois estados durante a República Velha.
A política do café com leite, como ficou conhecida essa aliança, permitiu à burguesia cafeeira paulista de controlar, no âmbito nacional, a política monetária e cambial, e a negociação no exterior de empréstimos para a compra das sacas de café excedentes, enfim, uma política de intervenção ainda mais ativa que garantia aos cafeicultores lucros seguros. Para Minas Gerais, o apoio a São Paulo garantia a nomeação dos membros da elite mineira para cargos na área federal e verbas para obras públicas, como a construção de ferrovias.
Esta política criada por Campos Sales quando das negociações (démarches) sobre sua sucessão, foi explicada por ele mesmo, no seu livro "Da propaganda à presidência", assim se expressando em relação à necessidade de ele próprio conduzir sua sucessão presidencial que se daria em 1902, para a qual Campos Sales indicou o paulista Rodrigues Alves como candidato à presidência:
Se nos achássemos em condições normais de vida política, com partidos políticos bem assinalados entre si, obedecendo cada um à autoridade de seus chefes legítimos...conservar-me-ia em posição neutra para oferecer aos contendores todas as garantias eleitorais, mas bem diversa é a situação da república... e é preciso evitar, com decidido empenho, as agitações sem base no interesse nacional que não serviriam senão para levar à arena política as ambições perturbadoras que tem sido e serão sempre os eternos embaraços a proficuidade da ação administrativa....(e explica a necessidade de um vice mineiro para Rodrigues Alves)..Tenho motivos para acreditar que Minas só aceitará a combinação que também entrar um mineiro e para evitar embaraços julgo conveniente indicar Silviano Brandão para vice-presidente!— Campos Sales
Assim, a política do café com leite, que teve início com o governo de Campos Sales na década de 1890, só terminou oficialmente com a Revolução de 30, quando Getúlio Vargas assumiu o governo do Brasil. Não obstante, mostrara alguns sinais de fraqueza ainda no decorrer da República Velha, quando movimentos políticos já buscavam quebrar o rodízio na presidência de mineiros e paulistas, como, por exemplo, a "Reação Republicana", quando da eleição do paraibano Epitácio Pessoa (1919) e a "Campanha Civilista", esta quando da eleição do gaúcho filho de alagoano Hermes da Fonseca (1910) – ainda que sendo, ao final, concessões das oligarquias paulista e mineira, o Acordo de Pedras Altas (1923), e a formação da Aliança Libertadora, no Rio Grande do Sul e do Partido Democrático (1930), em São Paulo.
Essa política foi quebrada quando o então presidente, Washington Luís, paulista, apoiou a candidatura do também paulista Júlio Prestes, o que desagradou à elite mineira, que se aliou à elite do Rio Grande do Sul formando a Aliança Liberal que lançou a candidatura do gaúcho Getúlio Vargas para disputar a presidência. Outro fator em favor da derrubada desta política foi a Crise de 1929, quando os preços do café brasileiro despencaram no mercado internacional, retirando dos barões do café seu poder político.
Como resultado desse conflito entre Washington Luís e os mineiros liderados pelo presidente de Minas Gerais Antônio Carlos Ribeiro de Andrada ocorre a Revolução de 1930 que impede a posse do presidente de São Paulo, eleito presidente do Brasil, Júlio Prestes, depõe Washington Luís e desaloja os paulistas do poder federal. São Paulo tenta uma reação em 1932, com a Revolução de 1932 que fracassa. Júlio Prestes se torna assim o último paulista a ser eleito presidente do Brasil até a eleição de Jair Bolsonaro — muito embora paulista com base eleitoral fluminense, enquanto Jânio Quadros, Fernando Henrique Cardoso e Lula da Silva com bases eleitorais paulistas, embora naturais de outros estados. Para fins estritos, entretanto, o último presidente "oficialmente" eleito nos moldes da política café com leite foi Washington Luís.
Entretanto, no período compreendido entre a década de 1890 e a década de 1930, o café paulista enfrentava cada vez maior concorrência internacional, uma vez que o café de outros países passava a apresentar preços mais competitivos. Assim, o imposto de exportação, que rotineiramente sofria aumentos e tinha importância crescente na arrecadação do estado de São Paulo, passava a ser menos viável, pois aumentava o preço do café paulista no mercado internacional - o imposto de exportação era basicamente pago pelos compradores internacionais. Além disso, os impostos de exportação e outras taxas coletados pelo estado de São Paulo durante o ponto alto do ciclo do café, apesar de grandes, não eram suficientes para pagar pelos gastos desse estado com seus investimentos em infraestrutura.
Com a super oferta de café internacionalmente e a queda nos preços decorrente dela, o endividamento interno, e a faca de dois gumes que eram os impostos de exportação, o estado de São Paulo precisava encontrar uma maneira de, ao mesmo tempo, tornar seu produto mais precioso no mercado, e, portanto, mais lucrativo, e também encontrar um substituto para os impostos de exportação. Passou, então, a estocar sacas de café, as quais comprava dos produtores com a intenção de retirá-las do mercado, diminuir a oferta e elevar o valor do produto em si próprio. Criou, também, outros tipos de impostos que substituíssem os de exportação, taxando basicamente a indústria, o comércio e propriedades. Essas novas taxações, no entanto, não eram suficientes para cobrir os gastos, aumentados ainda mais devido à política de valorização e a compra de incontáveis sacas de café pelo governo estadual. Por esse motivo, São Paulo passa a recorrer a empréstimos, tanto dentro do Brasil quanto no exterior, uma vez que o Governo Central, no acordo de 1891, dera carta branca ao estado para que administrasse suas próprias contas como quisesse. Em 1908, São Paulo já investia na política de valorização do café quantia equivalente a 119% de todos os seus outros gastos combinados, dinheiro este vindo de fontes estrangeiras. Até o ano de 1930, o estado contratou 25 empréstimos internacionais. A situação chegou a tal ponto que a dívida internacional paulista, sem considerar o que devia a credores brasileiros, representou mais de 60% da dívida combinada de todos os estados brasileiros no ano de 1933.
Na contratação de tais empréstimos no estrangeiro, o estado de São Paulo contou com o apoio do governo federal, controlado por paulistas e mineiros durante a política do café com leite. De forma a manter os juros desses empréstimos baixos e lucrativos para o estado, era o Governo Federal que oferecia garantias aos credores internacionais, prática que começou com o presidente Campos Sales, ex-governador paulista. O último empréstimo internacional deste tipo foi a Realization Loan, tomada no ano de 1930 no valor de noventa e oito milhões de dólares, arranjado por J. Henry Schroeder. Com o grande endividamento do estado e os problemas financeiros mundiais que tiveram início na Primeira Guerra Mundial e culminaram com a Quebra da Bolsa de Nova Iorque em 1929, a fonte estrangeira secou e São Paulo passou a recorrer diretamente à ajuda financeira do governo federal de forma a manter sua política de valorização, além de outros gastos em infraestrutura, como a construção de ferrovias no próprio estado.
Com o fim da política do café com leite, o estado de São Paulo, insatisfeito com a redução de seus privilégios no nível federal durante o governo de Getúlio Vargas, lançou a Revolução Constitucionalista. Na negociação da paz, Getúlio Vargas se comprometeu a assumir, através do Governo Federal, o pagamento dos empréstimos no estrangeiro do estado de São Paulo. Nos títulos da dívida pública brasileira, a quantia devida por São Paulo recebeu nota 2, a segunda mais alta, enquanto a dívida de todos os outros estados tinham nota 4, 8 e os credores do estado do Ceará, por exemplo, receberam somente 12% do valor de face de seus títulos.
As cicatrizes desta política foram profundas e determinam até hoje o projeto do país através de modificações permanentes que diferenciam desde então o federalismo no Brasil de como esse sistema funciona no restante dos países do mundo, inclusive nos Estados Unidos, seu maior propagador.

## Consequências
O principal resultado da política do café com leite foi a transformação estrutural do federalismo no Brasil, já diferente desde sua criação, segundo estudiosos, do federalismo dos Estados Unidos da América.
Considerando-se que a definição de federalismo diz que os estados de uma federação têm de ser iguais entre si, quando há o controle da máquina estatal por dois estados, cria-se um desequilíbrio que vai contra o próprio conceito de federalismo. Havendo dois estados diferentes dos outros em termos de importância, criou-se no Brasil um pseudo federalismo, além disso altamente regionalizado.
Ao manter para si a riqueza gerada pelas exportações, São Paulo, mais ainda que Minas Gerais, investiu fortemente em sua infraestrutura e em seu próprio mercado. Criou, desta forma, um crescimento artificializado - segundo alguns analistas - ao contratar enorme dívida para manter o alto nível de exportações, São Paulo, portanto, financiava seu próprio sucesso através de empréstimos, depois pagos pelo Governo Federal por Getúlio Vargas. Sua infraestrutura foi durante o período imensamente melhorada. O mesmo não ocorreu com outros estados, especialmente no Nordeste, ainda mais empobrecidos devido, não somente a sua falta de adaptação ao sistema capitalista do século XX, mas, também, à fraca distribuição de recursos por parte do Governo Federal. Assim, passaram a fornecer migrantes para o estado de São Paulo e outros da região Sudeste.
Tudo isso somado à grande e rápida concentração populacional explica as posições de destaque que Minas Gerais e São Paulo hoje possuem entre os estados brasileiros.

## Presidentes mineiros (PRM)
- Afonso Pena - presidente da República (1906-1909)
- Venceslau Brás - presidente da República (1914-1918)
- Delfim Moreira - presidente da República (1918-1919) - eleito vice-presidente, assumiu a presidência com a morte do paulista Rodrigues Alves
- Epitácio Pessoa - presidente da República (1919-1922), era natural do estado da Paraíba.
- Artur Bernardes - presidente da República (1922-1926)

## Presidentes paulistas (PRP)
- Campos Sales - presidente da República (1898-1902)
- Rodrigues Alves - presidente da República (1902-1906) e reeleito em 1918, quando não tomou posse por estar doente.
- Washington Luís - presidente da República (1926-1930), era natural do estado do Rio de Janeiro.
- Júlio Prestes - presidente da República (mandato 1930-1934; não tomou posse); o PRM desejava fazer o presidente deste período; como o PRP insistiu em continuar no poder, os mineiros manifestaram-se apoiando à Revolução de 1930, pondo fim à república velha.

## Exceções
As exceções do período foram Nilo Peçanha, do Partido Republicano Fluminense, que assumiu a Presidência da República após o falecimento de Afonso Pena, ocupando o cargo entre 1909 e 1910, e Hermes da Fonseca, do Partido Republicano Conservador, que ocupou a Presidência de 1910 a 1914.